# Émilie Mondor
Pour les articles homonymes, voir Mondor.
Émilie Mondor (née le 29 avril 1981 à Mascouche — morte le 9 septembre 2006 à Hawkesbury en Ontario) est une athlète québécoise spécialisée dans les courses de fond.

## Biographie

### Ses débuts
Mondor a commencé la course à l'âge de 14 ans. Elle s'est fait connaître au niveau national en 1997 lorsqu'elle a gagné son premier titre canadien.

### Décès
Émilie Mondor meurt le 9 septembre 2006 dans un accident de voiture sur l'autoroute 417 près de la ville de Hawkesbury, en Ontario. Des lésions internes et crâniennes importantes lui seront fatales et son décès est constaté durant son transport vers l'hôpital. La vitesse et les mauvaises conditions routières seraient à l'origine de sa mort.

## Résultats sportifs

### Meilleurs temps à vie
Note : RP= Record personnel T= Égalité Q= Qualifiée pour la ronde suivante
| Épreuve | Compétition | Lieu            | Date         | Temps         | Remarque |
| ------- | ----------- | --------------- | ------------ | ------------- | -------- |
| 3000 m  | WK          | Zurich – Suisse | 15 août 2003 | 8 min 44 s 53 | RP*      |

| Épreuve | Compétition                            | Lieu           | Date         | Temps          | Remarque |
| ------- | -------------------------------------- | -------------- | ------------ | -------------- | -------- |
| 5000 m  | Championnat du monde d'athlétisme 2003 | Paris – France | 26 août 2003 | 14 min 59 s 68 | RP*      |

| Épreuve        | Compétition                     | Lieu                                | Date            | Temps          | Remarque |
| -------------- | ------------------------------- | ----------------------------------- | --------------- | -------------- | -------- |
| 5 km sur route | North American 5km Championship | Chula Vista, Californie, États-Unis | 26 octobre 2003 | 15 min 23 s 00 | RP*      |

## Compétitions sportives
| Épreuve         | Compétition        | Lieu                    | Année | Temps       | Classement | Remarque |
| --------------- | ------------------ | ----------------------- | ----- | ----------- | ---------- | -------- |
| 10 km sur route | Sporting Life 10km | Toronto, Ontario Canada | 2006  | 32 min 26 s | 2e         |          |

| Épreuve        | Compétition                     | Lieu                                | Année | Temps       | Classement | Remarque |
| -------------- | ------------------------------- | ----------------------------------- | ----- | ----------- | ---------- | -------- |
| 5 km sur route | North American 5km Championship | Chula Vista, Californie, États-Unis | 2005  | 15 min 37 s | 1re        | -        |

| Épreuve                | Compétition               | Lieu           | Année | Temps | Classement | Remarque |
| ---------------------- | ------------------------- | -------------- | ----- | ----- | ---------- | -------- |
| 5000 m (Préliminaires) | Jeux Olympiques d'Athènes | Athènes, Grèce | 2004  |       | 8e - T*    | Q*       |

| Épreuve         | Compétition               | Lieu           | Année | Temps          | Classement | Remarque |
| --------------- | ------------------------- | -------------- | ----- | -------------- | ---------- | -------- |
| 5000 m (Finale) | Jeux Olympiques d'Athènes | Athènes, Grèce | 2004  | 15 min 20 s 15 | 17e        | ---      |

## Citation
- « Il n’y a pas que les trois premières places qui sont importantes. C’est pour ça que je dis que la compétition, je n’en ferai pas tout le temps, et ça ne me dérangera même pas quand je vais arrêter, parce que je suis fière de ce que je fais. Tout ce que je veux, c’est continuer à courir pour le plaisir, pour le reste de ma vie. »

## Hommage
- Afin de perpétuer sa mémoire la "Classique Émilie Mondor" se tient chaque année dans le cadre enchanteur du Parc du Grand-Coteau de Mascouche.
- Son Ancienne école primaire, l'école La Mennais, à Mascouche, organise, à chaque année au mois de juin, la "Course Émilie Mondor" où, tous les élèves de l'école, du préscolaire à la 6e année courent une distance de 400 mètres à 2 kilomètres au Parc du Grand-Coteau, à Mascouche
- Toutes les écoles Primaire de Mascouche, Se rassemblent à chaque année pour effectuer "le Défi d'Émilie", un Cross-country qui se tient au Parc du Grand-Coteau, à Mascouche
- Une statue est érigée à son honneur dans le parc du Grand-Coteau, à Mascouche